# Malenovice (hrad)
Malenovice je hrad ve zlínské místní části Malenovice. Leží na západním výběžku Tlusté hory. V hradu se mimo jiné nacházejí archeologické a národopisné expozice Muzea jihovýchodní Moravy a je zpřístupněna hradní věž. V zoologické expozici je vystavena jediná veřejně přístupná kostra slona v České republice. Od roku 1964 je chráněn jako kulturní památka.

## Historie
Hrad byl založen v 2. polovině 14. století (1356) moravským markrabětem Janem Jindřichem v gotickém stylu, v 1. polovině 16. století nechal rytíř Václav Tetour z Tetova hrad přestavět do renesanční podoby. V roce 1693 koupil zámek hrabě František Karel z Lichtenštejna-Kastelkornu a upravil jej na zámecké sídlo v barokním duchu. Posledními majiteli byli v letech 1804–1945 Šternberkové. Hrad je od roku 1953 majetkem krajského muzea a veřejnosti je přístupný od roku 1957.

## Popis
Hrad v Malenovicích spojuje prvky gotiky, renesance a baroka. Stavba gotické pevnosti v Malenovicích započala ve 14. století. Z gotických prvků hradu se zachovaly například valené nebo křížově klenuté místnosti. Výrazného, ale jednoduchého gotického kamenného ostění je například u vstupní brány, která vede na vnitřní nádvoří se zachovanými arkádami. Jádrem nepravidelného uzavřeného čtyřkřídlého půdorysu s vnitřním atriem je mohutná středověká osmihranná věž. Historický půdorys objektu lze vyčíst z nízké kamenné zdi, kterou je původní stavba obehnána.
V první polovině 16. století došlo k přestavbě hradu do podoby zámeckého sídla v renesančním stylu. Úpravy se projevily především v dispozici a podobě jednoduše zdobených oken s barokními šambránami, které ve dvou řadách rámují větší část fasády zámku. Fasáda je světle omítnutá, bez výrazné výzdoby.  Stavba klade důraz na hmotu a proporce než na ornament. V této době došlo také k rozšíření obytných prostor.
V roce 1693 byl zámek odkoupen a upraven v barokním stylu. Hlavní změny proběhly v interiéru, obzvlášť v prostorách kaple s freskovou výzdobou. 
Posledními majiteli byli v letech 1804–1945 Šternberkové a od roku 1953 je hrad majetkem krajského muzea.